# Космические жокеи
Косми́ческие жоке́и (англ. Space Jockey, лат. Mundus gubernavi, наиболее точный перевод — «космический пилот»), Пилоты (англ. Pilots — оригинальное название Гигера), Инженеры (англ. Engineers), Создатели, Мала’каки (англ. Mala'kaks) — вымышленные персонажи, представители инопланетной расы из серии фильмов «Чужой» и «Прометей». Также представители этого вида или их трупы появлялись во многих книгах, комиксах и компьютерных играх.

## Название
Художник Ханс Гигер называл существо «пилотом», потому что по замыслу тело пришельца располагалось в кресле на мостике корабля. По словам Ридли Скотта, название «Космический жокей» закрепилось за существом на съёмочной площадке после раскадровки сцены с исследованием людьми камеры с пилотом. Джеймс Кэмерон в шутку назвал жокея «крупным пациентом зубного врача» (англ. Big Dental Patient), так как кресло жокея по своей структуре очень похоже на стоматологическое. В книге Майкла Фридмана «Чужие. Первородный грех» (Aliens: Original Sin) указано, что самоназвание расы — «Мала’как» (Mala’kak). В фильме «Прометей» персонажи называют эту расу «Создатели».

## В фильмах

### Чужой
Впервые Космический жокей появляется в фильме «Чужой» (1979 год). Космический буксир «Nostromo» получает некий сигнал, который приводит его на планетоид LV-426, вращающийся вокруг звезды ζ2 Сетки в составе двойной звезды Дзета Сетки. Идя на источник сигнала, команда обнаруживает брошенный корабль Жокеев, а внутри — самого Жокея в кресле пилота. По словам членов команды, он умер так давно, что уже успел окаменеть и врасти в кресло. В нижнем отсеке корабля они находят яйца Чужих, а тем временем одному из членов экипажа, Эллен Рипли, удаётся частично дешифровать сигнал, и она приходит к выводу, что сигнал был не призывом о помощи, как они думали, а предупреждением об опасности. После того, как Томаса Кейна инфицирует Лицехват, команда покидает корабль Жокея и улетает с планеты. Больше персонажи о Жокее в фильме не упоминают.
В комментариях DVD-издания Ридли Скотт высказывает предположение, что корабль Космического жокея был кораблём-бомбардировщиком, а яйца Чужих на его борту были оружием, с помощью которого они боролись с неизвестным врагом.

#### Создание
В сценарии Дэна О’Бэннона (самая первая версия сценария) герои должны были забрать череп пришельца с собой и много позже единственный выживший персонаж забирал его на спасательную шлюпку. Пришелец в этом варианте был безымянным и ни его природа, ни связь с Чужими не раскрывалась. Споры Чужих персонажи находили не в отсеке корабля, а в расположенном неподалёку пирамидообразном строении. В следующем варианте, который написали продюсеры Дэвид Гайлер и Уолтер Хилл, брошенный корабль был, наоборот, земным звездолётом и скелет, который персонажи находили внутри, принадлежал человеку, но именно его в этом сценарии впервые называли «Космический Жокей». Споры Чужих, как и в предыдущей версии, были не в корабле, а в расположенном неподалёку цилиндрическом строении. В этом варианте выяснялось, что неизвестная планета была испытательным полигоном людей, а Чужой — опытным экземпляром наступательного биологического оружия. Между тем, сценарий не приводил больше никаких объяснений насчёт того, откуда взялись яйца (были ли они найдены на той планете, или же Чужих создали генетики), куда делся весь персонал с полигона, почему их разводили в цилиндре и зачем Чужого вообще пытались доставить на Землю путём заражения.
Изначально обликом пришельца и заброшенным кораблём занимались Рон Кобб и Жан Жиро. Вступивший в проект Ханс Гигер (которого изначально наняли для разработки облика Чужого) придумал на основе своих раннее сделанных картин (которые не имели отношения к фильму) свой облик Космического Жокея и его корабля, сделав их биомеханическими. Для отделки большей части декораций и элементов внутренней части интерьеров корабля и камеры с яйцами Чужих он использовал сухие кости вместе со штукатуркой и вручную раскрасил аэрографом все декорации помещения с Жокеем. Вероника Картрайт описала работу Гигера как «настолько эротическую … это большие вагины и пенисы … всё вместе выглядит так, будто Вы внутри какой-то утробы … каких-то внутренностей».
Создание отсека с умершим инопланетянином, которого съёмочная группа прозвала «Космический жокей», оказалось проблематичным, так как «20th Century Fox» не хотела тратить деньги на дорогую декорацию, которая появлялась бы только в одной сцене. Но съёмочной группе удалось убедить студию, что эта сцена важна, чтобы поразить зрителей и убедить, что это не кино категории B. Чтобы сэкономить деньги, была создана только одна стена, и кресло с фигурой «пилота» находилось на диске, который поворачивался для кадров с разных планов. Кроме того, согласно задумке авторов, инопланетный пилот в кресле должен был быть огромным по сравнению с людьми, но тогда он не влез бы в павильон. Ридли Скотту пришлось пойти на хитрость и использовать в качестве замены актёрам двоих своих сыновей и сына одного из операторов, на которых надели уменьшенные версии скафандров. По сравнению с ними Жокей действительно выглядел гигантским.
Во время показа фильма «Чужой» скульптура жокея была выставлена в фойе кинотеатра и подверглась нападению религиозных фанатиков, увидевших в ней порождение дьявола и попытавшихся сжечь её.

#### Новеллизация
В новеллизации фильма Алана Дина Фостера упоминается, что компания «Вэйланд-Ютани» сумела полностью дешифровать сигнал с корабля Космических Жокеев. Согласно дешифровке, инопланетный корабль сел на LV-426 с исследовательской задачей и, очевидно, его команда, как и Кейн, нашла одно или несколько яиц Чужих и тоже заразилась ими. Ещё до того, как была перебита вся команда, они поняли, что отправлять сигнал бедствия уже поздно, поэтому они установили передатчик с сигналом предупреждения об опасности. «Кто бы они ни были, в благородстве им не откажешь. Остаётся надеяться, что человечество всё же когда-нибудь с ними встретится, но в более благоприятной обстановке», — говорит андроид Эш.
Сам Жокей в новеллизации не появляется, вместо него команда находит сам передатчик сигнала и пустое яйцо Чужих.

### Чужие
В вырезанной из прокатной версии «Чужих» сцене его корабль спустя 57 лет находит семья колонистов Джорден, однако, неизвестно, нашли ли они самого Жокея. Между тем в новеллизации Фостера, во время заседания комиссии, Рипли упоминает о Жокее, хотя в новеллизации первого фильма Жокей не присутствует.

### Чужие против Хищника: Реквием
Череп Жокея присутствует в фильме «Чужие против Хищника: Реквием». Он висит наверху в комнате трофеев в кадре, где Хищник обрабатывает череп Чужого.

### Прометей

Один из создателей без шлема в фильме «Прометей»

В 2012 году вышел фильм «Прометей», который по словам Ридли Скотта был снят для того, чтобы хотя бы частично показать историю Жокея.
По сюжету Жокеи (в этом фильме они называются Инженерами) в древности посетили Землю и, используя свой генетический код, дали начало человеческой ДНК. После этого Жокеи иногда посещали Землю и со временем превратились для древних землян в своего рода богов, но через некоторое время Жокеи перестали прилетать на Землю. К концу XXI века археологи по всей Земле находили изображения того, как люди поклоняются Жокеям, указывающим на некое созвездие. Анализируя изображения, учёные приходят к выводу, что это LV-223 — один из трёх естественных спутников гигантской газовой планеты, вращающейся вокруг звезды ζ2 Сетки в составе двойной звезды Дзета Сетки. В 2089 году организуется экспедиция корабля «Прометей» к LV-223. На планете обнаруживается что-то вроде аванпоста Жокеев, в котором они хранили некое страшное биологическое оружие в жидком виде. Также расшифровка голограмм показывает, что Жокеи хотели доставить это оружие на Землю, но оно вышло из-под контроля и убило всех Жокеев на базе (проникло в их организм и взорвало им мозги). Между тем, главный руководитель экспедиции Питер Вейланд, будучи очень старым, одержим идеей того, что Жокеи явно располагали секретом бессмертия, и приказывает своему подчинённому, андроиду Дэвиду, поэкспериментировать с жидкостью оружия. Тот заражает жидкостью одного из членов экспедиции Чарли Холлоуэя, который затем занимается сексом со своей любовницей Элизабет Шоу, у которой примерно через десять часов в утробе целиком созревает некое кальмароподобное существо с повадками Лицехвата. Шоу удаётся удалить существо из себя путём кесарева сечения, и вскоре оно разрастается до гигантских размеров.
Параллельно обнаруживается, что на базе лежит в анабиозе живой Жокей, и Вейланд хочет его разбудить. Элизабет Шоу начинает подозревать, что биологическое оружие явно предназначалось для уничтожения человечества, и что даже после того, как замысел с ним сорвался, раса Жокеев явно рассчитывала, что люди расшифруют их древние послания и прилетят на эту базу, чтобы разбудить оставшегося Жокея. Когда Жокея будят, Шоу прямо спрашивает у него, почему их раса хотела уничтожить человечество, но её перебивает Вейланд с требованием открыть ему секрет бессмертия. Неожиданно Жокей приходит в дикую ярость и убивает всех, кроме Шоу, которой удаётся сбежать с базы. Жокей же садится в один из кораблей на базе и готовится взлететь, но корабль через некоторое время таранит «Прометей» (все на нём погибают), и он падает на поверхность. Жокей, однако, выживает и после схватки с Шоу оказывается схвачен кальмароподобным монстром (который пережил крушение «Прометея»), и тот заражает его на манер Лицехвата. После этого с Шоу выходит на связь искорёженный андроид Дэвид (который переводил Жокею их речь и первым попал ему под руку, но продолжил функционировать) и сообщает, что на базе есть ещё корабли Жокеев и он, если Шоу ему поможет, сможет ими управлять. После этого Шоу решает разыскать родную планету Жокеев, чтобы окончательно узнать у них правду об их отношении к человечеству. В краткой сцене после титров показано, как из Жокея вырывается существо, похожее на Чужого.
Язык, на который Дэвид переводит Жокею просьбу Велйанда (в вырезанной сцене Жокей отвечает на том же языке) является праиндоевропейским.
Фильм не раскрывает причин ненависти Жокеев к человечеству, но Ридли Скотт в DVD-комментариях рассказал, что во время написания сценария рассматривалась идея, что Жокеи разгневались на человечество за то, что они убили одного из их представителей. Один из ранних черновиков сценария в свою очередь имел более расширенный диалог Дэвида с Жокеем (он занимал восемь страниц и поэтому был более длинным, чем тот, что представлен в вырезанной сцене), из которого выяснялось, что Жокеи, создав человеческую расу, затем разочаровались в ней, потому что люди начали устраивать войны и междоусобицы. Также Жокей в этом диалоге упоминал «ребёнка матери», которого «забрали в Рай (в вырезанной сцене Дэвид говорит, что родная планета Жокеев имеет название, которое на большинстве древних земных языков означала рай), чтобы научить его смыслу жизни и созиданию, дабы он обучил этому человеческий род в Эдеме (под Эдемом подразумевалась Земля)» — это намекало на то, что Иисус Христос на самом деле был одним из Жокеев. В конечном итоге Скотт посчитал эту сюжетную линию «слишком очевидной», и в итоге вопрос о ненависти остался открытым.

#### Создание
Роль последнего живого Инженера на LV-223 сыграл Иэн Уайт, давний фанат вселенной Чужого и Хищника, который уже участвовал в фильмах по ней — он играл Хищника Шрама в фильме «Чужой против Хищника» и Хищника Волка в фильме «Чужие против Хищника: Реквием».
Актёр Дэниел Джеймс сыграл Инженера, принёсшего себя в жертву ради создания жизни на планете в открывающей сцене фильма. Джон Лебар исполнил роль голографического изображения одного из пилотов корабля Инженеров, которое видят герои в одной из сцен.
Вместо Диакона в финале фильма должен был появиться Жокей-Ксеноморф — разновидность Чужого огромного роста и с миндалевидными глазами, — но в итоге его исключили из сценария.

### Чужойː Завет
Предположительно родная планета Жокеев, получившая название Планета-4 в саундтреке фильма, с их неким городом (возможно, единственным населённым пунктом на планете, так как вокруг находятся лесные районы и сектора) является основным местом действия фильма «Чужой: Завет». Всё население погибает, когда андроид Дэвид распыляет над городом ту самую чёрную жидкость, найденную на планете LV-223.
В бонусном дополнении «Advent» андроид Дэвид сообщает, что на основании вещей, найденных им на Планете-4, он сделал вывод, что конкретно эта живущая на этой планете раса Жокеев была когда-то довольно жестокой, но в конечном итоге вступила на путь гуманизма.

## В книгах
- В книге Стива Пери «Земной улей» Жокеи упомянуты как коллекционеры яиц Чужих.
- У Майкла Яна Фридмана в книге «Чужие. Первородный грех» раса Жокеев имеет название «Мала’как» (англ. Mala'kak). Раскрывается, что людская организация «Локи» была с ними в тайном союзе.
- В книге Марины Наумовой «Контакт», являющейся альтернативным вариантом «Чужого-4», Рипли и её дочь-ксеноморф по имени Скейлси выступают послами мира и уговаривают Жокеев не начинать войну против Чужих и людей. При этом в книге, написанной задолго до выхода фильма «Прометей», Жокеи описаны как человекоподобные существа.
- В книге И. Н. Чуракова «Чужие: Кольцо замкнулось» раса Жокеев представляется как довольно дружелюбная и технократичная.
- В книге Андрея Мартьянова «Чужие. Русский десант» действие происходит на всё том же брошенном корабле на LV-426, но кресла с Жокеем там нет, а останки некой расы, которой очевидно и принадлежал корабль, позже найдены в коконах в одном из нижних отсеков.

## В комиксах
- Согласно комиксам The Destroying Angels (рус. Ангелы разрушения) Космические Жокеи — это ещё одна разновидность Чужих, они контролировали бо́льшую часть Галактики, включая Землю, примерно 3,2 миллиарда лет назад и были уничтожены Чужими 1,6 миллиона лет назад.
- В комиксах Aliens Марка Верхейдена раса Жокеев изображена очень враждебной, заявляется, что она не нападает на людей лишь потому, что у них есть общий враг — ксеноморфы, к которым Жокеи питают особую ненависть. После того, как война с ксеноморфами закончится, жокеи собираются поработить человечество. В данных комиксах им была приписана способность общаться с людьми телепатически. Позже в Dark Horse Presents: Aliens Космический Жокей всё-таки полетел на Землю и пытался изменить климат планеты. Существо было убито, а корабль уничтожен.
- В 5-м номере порно-комикса Spermaliens показано кресло с Жокеем, аналогичное таковому в фильме.

## В играх

### Alien Trilogy
В Alien Trilogy помимо уровней с Колонией и Тюрьмой есть уровень с Кораблём Жокея, а на одном из Этапов на том уровне можно попасть в комнату управления с тем самым трупом Жокея, как в оригинальном фильме.

### Aliens versus Predator
В Aliens versus Predator действие происходит частично в том самом корабле на LV-426 и игрок может увидеть окаменелые останки Жокея.

### Aliens versus Predator 2
В Aliens versus Predator 2 и его дополнении Aliens versus Predator 2: Primal Hunt предполагается, что в древние времена Космические Жокеи владели неким артефактом, позволяющим им управлять Чужими. Играя за человека, игрок в конце AvP2 попадает в круглую подземную пещеру, посреди которой возвышается окаменелость в виде кресла Жокея с сидящим в нём самим Жокеем. В Primal Hunt сюжет основан на борьбе за артефакт Жокеев — во всех трёх сценариях (за человека, Хищника, Чужого) игрок посещает заброшенную базу Жокеев.

### Aliens: A Comic Book Adventure
Aliens: A Comic Book Adventure пока что единственная игра, где жокей показан в живом виде, сидя в кресле на своём корабле. Если вовремя в игре не выполнить нужные действия, жокей из своего космического корабля стреляет по планете, на которой находятся герои игры, и уничтожает её.

### Aliens: Colonial Marines
В Aliens: Colonial Marines действие происходит частично в том самом корабле на LV-426 и игрок может увидеть окаменелость Жокея. Если выстрелить несколькими очередями в голову Жокея, то активируется голограмма, показывающая бой корабля Жокея с неким НЛО.

### Alien: Isolation
В Alien: Isolation присутствует миссия, в которой показан тот самый корабль на LV-426 и можно увидеть того самого Космического Жокея из первого фильма.

## Описание

### Внешний вид
В фильме «Чужой» труп Космического жокея выглядит органическим и окаменевшим, так же его описывают и персонажи фильма. Из передней части головы до грудной клетки идёт нечто похожее на хоботок, частично сросшееся с рёбрами. Рост значительно превышает человеческий и составляет около 5 метров.
Чёткие изображения живых Жокеев есть на картинах Гигера, но в фильм эти изображения не попали. На этих картинах полно биомеханики, и Гигер, став дизайнером корабля пришельцев в фильме, соединил в нём и пилоте механику и биологию.
В фильме «Прометей» трупы и голограммы Инженеров выглядят похоже на пилота из «Чужого», но потом выясняется, что привычный внешний вид — это биоскафандр, который во время перелётов в космосе работает ещё и как противоперегрузочный костюм (видимо, корабли Жокеев не оснащены каким-либо стационарным оборудованием, призванным компенсировать возникающие в полёте перегрузки), и под которым скрывается внешность, похожая на европеоида с правильными строением черепа и лица. Пропорции и строение тела сходны с человеческими. Рост около 2,5—3 метров. Имеют сильно развитую мускулатуру. Цвет кожного покрова белый, вокруг глаз серый. Высокая переносица тонкого и прямого носа. Ногтевая пластина красноватого цвета. Склера глаз серая, радужная оболочка чёрная. Волосяной покров и соски отсутствуют на всем теле и лице. Внутренние органы предположительно похожи на человеческие. По физическим способностям в несколько раз превосходят человека. Продолжительность жизни неизвестна, но, вероятно, намного больше, чем у человека.
В фильме «Чужой: Завет» на планете, которая подразумевается как родина Жокеев, живёт раса неких гуманоидных существ, похожих на Жокеев из «Прометея», но всё же имеющих внешние отличия (у них другие цвета кожи и глаз). Фильм не даёт никаких пояснений, являются ли эти существа Жокеями или же они являются какой-то их разновидностью. В быту они носят длинные плащи с капюшонами и имеют деление по половому признаку (женские особи отличаются от мужских в основном лишь наличием внешних половых признаков, как у людей, и более низким ростом, но их головы тоже лишены какого-либо волосяного покрова). На данный момент нигде не раскрыто, являются ли эти существа Жокеями или нет (показанный на их планете город выглядит довольно примитивным и неразвитым по сравнению со сложной конструкцией кораблей) и действительно ли их гибель привела к полному вымиранию всей расы Жокеев (так как маловероятно, чтобы зона их экспансии ограничивалась лишь одним городом и на одной лишь планете). Тем не менее, в новеллизации фильма упоминается, что на планете были космические корабли (жители планеты успели вывести их из строя, чтобы не дать патогену выйти за её пределы).
Выпущенная в 2019 году настольная игра «Alien: The Roleplaying Game» содержит описание-теорию, что Жокеи из фильмов «Чужой» и «Прометей» являются двумя разными видами одной расы, что и объясняет их внешние различия (Жокей в «Прометей» кажется ниже ростом и не таким габаритным, как окаменелость Жокея в «Чужой»).

### Технологии
В технологическом отношении их цивилизация на много лет опередила человеческую. Основа технологий — биомеханика, нанотехнологии и биотехнологии. Хотя кажется, что долговечность их технологий исчисляется тысячелетиями, что наглядно продемонстрировано в фильмах «Чужой» и «Прометей», в серии комиксов «Жизнь и смерть» один из персонажей теоретизирует, что уровень технического развития Жокеев таков, что они вполне могут путешествовать во времени.

### Планеты
- Земля — там они зародили жизнь и воздействовали на развитие человечества.
- LV-426 (Ахеронт) — там разбился их корабль, пилот, будучи инфицированным Чужим, погиб, но успел запустить сигнал предупреждения об опасности.
- LV-223 — там находилась их база, где они разрабатывали биологическое оружие в виде патогена. База была закрыта после случившейся утечки, которая убила многих присутствовавших Жокеев, но как минимум двое выжили и погрузили себя в анабиоз на находящихся там кораблях (сюжет не раскрывает, почему они не улетели на них).
- LV-1201 — там находилась ещё одна их база, где был некий артефакт, способный держать Чужих на расстоянии.
- Планета-4 — её истинное название и местоположение неизвестны. На оставленных на LV-223 звёздных картах эта планета была указана как родина Жокеев. В вырезанной сцене «Прометея» андроид Дэвид говорит Элизабет Шоу, что когда он спросил Инженера, откуда тот прибыл, тот произнёс слово, которое на большинстве древних земных языков означает «рай». Сама планета по климату очень похожа на земное лето, но неизвестно бывает ли на ней смена времён года и охватывает ли климат планету целиком. Большую часть года идут частые дожди с грозами. На планете есть город (возможно единственный населённый пункт).
- LV-797 (Тартар) — там находился один из их кораблей со спящим в анабиозе пилотом.

## Взаимоотношения с другими расами

### Чужие
В комментариях издания на DVD Ридли Скотт высказывает предположение, что корабль Космического жокея был кораблём-бомбардировщиком, а яйца Чужих на его борту были оружием, с помощью которого они боролись с неизвестным врагом.
Джеймс Камерон в комментариях издания на DVD высказывает мысль, что этот корабль был грузовым и что он просто перевозил куда-то большую партию яиц, а его жокей случайно заразился одним из них.
Джон Молло (один из дизайнеров первого фильма) и Рон Кобб (дизайнер второго фильма) в своём альбоме «The Alien Portfolio» рассказывают идею первоначального варианта сценария Дэна О’Баннена — Космические жокеи в исследовательских целях посетили планету LV-426 и обнаружили яйца Чужих. Не понимая их опасности, они погрузили яйца в трюм, но во время взлёта один из членов экипажа заразился. В итоге команде удалось уничтожить родившегося Чужого, но при этом корабль потерпел крушение.
Согласно книге «Alien» Ханса Гигера, в ранних вариантах сценария предполагалось, что яйца Чужих будут находиться в древней пирамиде, в которую врезается корабль Жокеев, на стенах которой находились бы изображения репродуктивного цикла ксеноморфов. То есть Чужих использовала ещё более древняя раса. Кобб, Фосс и Гигер разработали и дизайн пирамиды, и барельефы на её стенах, но из-за финансовых затруднений и необходимости сократить продолжительность фильма эти элементы пришлось исключить из сюжета. Однако в Aliens versus Predator при игре за ксеноморфа основной локацией выступает пирамидообразный искусственный улей (в русской локализации — «Храм Чужих») с изображениями Чужих на стенах внутри, что может быть прямой отсылкой к нереализованной идее для первого фильма.

### Люди
Как показано в фильме «Прометей», Космические жокеи, или Создатели, как именуют их в этом фильме, создали жизнь на Земле и влияли на становление основных человеческих культур, посещая древние цивилизации по всему земному шару (в серии комиксов «Жизнь и смерть» раскрывается, что Жокеи если не создали жизнь, то влияли на становление основных культур других инопланетных цивилизаций). Однако, по какой-то причине, Создатели решили уничтожить человечество, задумав распылив по всей Земле опасный патоген. Однако на базе, на которой он содержался, произошла утечка этого патогена, из-за чего погибли почти все Создатели, кто там был, и миссия была, по неизвестной причине, отложена.
В серии комиксов «Жизнь и смерть» один из персонажей говорит, что Жокеи проявляют мгновенную враждебность к людям, что не позволяет последним пытаться вступить с ними в контакт, и теоретизирует, что раз Жокеи создали человеческую расу, то либо это была случайность, либо Жокеи в конечном итоге разочаровались получившимся результатом.
В одной из вырезанных сцен «Прометея» Жокей с интересом рассматривает земные книги и видеозапись, где Элизабет Шоу играет на скрипке — он кажется впечатлённым тому, что жители Земли сумели создать что-то, по его мнению, великолепное.

### Хищники
Отношения с Хищниками точно не известны, но в фильме «Чужие против Хищника: Реквием» на корабле Хищника можно заметить голову в шлеме Космического жокея. В свою очередь в игре Aliens versus Predator 2: Primal Hunt содержатся намёки, что раса Жокеев гораздо более древняя, чем раса Хищников.
В серии комиксов «Жизнь и смерть» Хищники рассматривают Жокеев только как соперников для сражений и, соответственно, как будущие трофеи.